# Kardel

Ett rep

Kardel är en del av ett rep, vajer, ledning eller dylikt. Repet består av ett antal kardeler som tvinnats tillsammans. Varje kardel kan i sig vara tvinnad (spunnen) av flera (tunnare) kardeler.
I elsammanhang används ordet kardel för att beskriva en enskild tråd i en flerledarkabel – en flexibel ledning kan till exempel vara tillverkad genom att sju kardeler tvinnas till en tråd, som sedan isoleras.
Detta bör ej förväxlas med en enskild ledare i en flerledarkabel. En anslutningssladd för något vanligt handverktyg kan till exempel vara uppbyggd som "ett rep" av tre stycken ledare, där varje isolerad ledare tillverkats genom att spinna ihop 19 kardeler.
Ordet "kardel" är belagt i svenska språket sedan 1834.